# Rolf Sethe
Rolf Sethe (* 22. April 1960 in Witten) ist ein deutscher und schweizerischer Rechtswissenschaftler. Er ist Professor für Privat-, Handels- und Wirtschaftsrecht an der Universität Zürich.

## Leben
Sethe legt 1980 am Aldegrever-Gymnasium in Soest sein Abitur ab und studierte von 1980 bis 1986 an der Eberhard-Karls-Universität Tübingen Rechtswissenschaften sowie Geschichte. 1986/87 studierte er an der London School of Economics and Political Science und erwarb den Abschluss eines Master of Laws (LL.M.). 1987 bis 1990 absolvierte er das Referendariat am Landgericht Tübingen. 1990 legte er das Zweite Juristische Staatsexamen am Oberlandesgericht Stuttgart ab.
Von 1990 bis 2002 war er als wissenschaftlicher Mitarbeiter und Oberassistent an der Universität Tübingen am Lehrstuhl von Heinz-Dieter Assmann tätig. 1994 wurde er mit einer rechtsvergleichenden Untersuchung im Gesellschaftsrecht zum Thema Die personalistische Kapitalgesellschaft mit Börsenzugang promoviert. Im Jahr 2002 folgte die Habilitation mit einer kapitalmarktrechtlichen Arbeit zum Anlegerschutz im Recht der Vermögensverwaltung.
Anschließend war Sethe Lehrstuhlvertreter an der Freien Universität Berlin und der Martin-Luther-Universität Halle-Wittenberg. Einen Ruf an die Bergische Universität Wuppertal lehnte er ab, einen Ruf an die Universität Halle-Wittenberg nahm er an. Dort wurde er 2003 zum C4-Professor für Bürgerliches Recht, Europäisches Privatrecht, Handels- und Wirtschaftsrecht und zum Direktor des Instituts für Wirtschaftsrecht ernannt. Von 2002 bis 2008 übte er das Amt des Studiendekans aus und war unter anderem für die Reform der juristischen Ausbildung in Sachsen-Anhalt, die Einführung von Schwerpunktbereichen und die Einführung des universitären Repetitoriums mitverantwortlich.
Im Sommersemester 2007 erhielt er einen Ruf an die Universität Regensburg, den er ablehnte. Einen Ruf an die Universität Zürich nahm er hingegen an. Mit Wirkung zum 1. August 2008 wurde er dort zum Professor für Privat-, Handels- und Wirtschaftsrecht ernannt. 2010 lehnte er einen Ruf als Vizepräsident Lehre und Dean of Graduate Studies sowie Gründungsdekan einer juristischen Fakultät der Zeppelin Universität Friedrichshafen ab. 2012 lehnte er einen Ruf an die Universität Tübingen ab. Sethe war Gastprofessor an der Universität Tokio (2018) und der Universität Wien (2023). Seit 2022 ist Sethe an der Universität Zürich Präsident der Kommission für Inklusion von Menschen mit Behinderung und seit 2024 Delegierter des Rektors.

## Forschung
Die Forschungsschwerpunkte von Rolf Sethe sind das schweizerische, deutsche und europäische Gesellschafts-, Bank- und Kapitalmarktrecht. Er hat umfangreiche Untersuchungen zum Aktienrecht (Kapitalmaßnahmen, Organverantwortlichkeit, Governance) vorgelegt. Im Bank- und Kapitalmarktrecht konzentriert er sich auf die Reichweite des Anlegerschutzes, Insiderrecht, Rechtsfragen rund um grenzüberschreitende Finanzdienstleistungen, Bankkrisen und -sanierungen sowie die Selbstregulierung. Von 2006 bis 2012 war er einer der geschäftsführenden Herausgeber der Zeitschrift für Bankrecht und Bankwirtschaft (ZBB), seitdem ist er Mitglied des Herausgeberbeirats. Von 2012 bis 2020 war er einer der Herausgeber der Schweizerischen Zeitschrift für Wirtschafts- und Finanzmarktrecht (SZW/RSDA). Seit 2020 ist er Mitglied des Academic Board des European Banking Institute, Frankfurt. Seit September 2022 ist er Mitglied des Regulatory Board der SIX Exchange Regulation AG, welche die Selbstregulierung der Zürcher Börse SIX Swiss Exchange wahrnimmt. Seit 2013 leitet er den interdisziplinären Forschungsschwerpunkt Finanzmarktregulierung der Universität Zürich, der 2024 in das Center for Financial Market Regulation überführt wurde.

## Hochschuldidaktik
Rolf Sethe war von 1991 bis 2002 Mitglied im Interdisziplinären Didaktikarbeitkreis der Universität Tübingen, der massgeblich zum Auf- und Ausbau der Didaktikarbeitsstellen an den Baden-Württembergischen Universitäten beigetragen hat. 2002 wurde ihm das Baden-Württemberg-Zertifikat für Hochschuldidaktik verliehen. In seiner Zeit als Studiendekan der Universität Halle-Wittenberg führte er eine regelmässige hochschuldidaktische Fortbildung der wissenschaftlichen Mitarbeiter ein. 2007 wurde ihm der Ars legendi-Preis für exzellente Hochschullehre verliehen. 2011 zeichnete ihn die Universität Zürich mit dem Preis für Gute Lehre aus. 2015 erhielt er den Credit Suisse Award for Best Teaching. Sethe hielt auf dem Schweizerischen Juristentag 2017 das Generalreferat zum Thema "Die juristische Ausbildung an den Universitäten der Schweiz: Probleme und Herausforderungen". Schwerpunkt seiner hochschuldidaktischen Tätigkeit seit 2019 ist das Thema "barrierefreie Lehre".
Sethe ist seit 2011 Mitglied im Beirat des Zentrums für rechtswissenschaftliche Fachdidaktik (ZERF), Hamburg, seit 2013 Mitglied im Herausgeberbeirat der Zeitschrift für Didaktik der Rechtswissenschaft sowie Gründungsmitglied und Mitglied des Vorstands der 2024 gegründeten Gesellschaft für die Didaktik der Rechtswissenschaft.

## Werke
- Die personalistische Kapitalgesellschaft mit Börsenzugang: Die reformierte KGaA als Mittel zur Verbesserung der Eigenkapitalausstattung deutscher Unternehmen (= Rechtsfragen der Handelsgesellschaften. H. 85). Otto Schmidt, Köln 1996, ISBN 978-3-504-64637-0 (= Dissertation, Universität Tübingen, 1994).
- Anlegerschutz im Recht der Vermögensverwaltung. Otto Schmidt, Köln 2005, ISBN 978-3-504-40085-9 (= Habilitationsschrift, Universität Tübingen 2002).
- (Hrsg. mit Frank A. Schäfer und Volker Lang) Handbuch der Vermögensverwaltung. C. H. Beck, München 3. Aufl. 2022, ISBN 978-3-406-74716-8.
- Sethe et al., Kommentar zum Finanzmarktinfrastrukturgesetz (FinfraG), Schulthess, Zürich 2017, ISBN 978-3-7255-7128-4.
- Sethe et al., Kommentar zum Finanzinstitutsgesetz (FINIG), Schulthess, Zürich 2021, ISBN 978-3-7255-7779-8.
- Sethe et al., Kommentar zum Finanzdienstleistungsgesetz (FIDLEG), Schulthess, Zürich 2021, ISBN 978-3-7255-7778-1.
- (mit Arthur Meier-Hayoz und Peter Forstmoser), Schweizerisches Gesellschaftsrecht, Stämpfli Verlag, Bern, 12. Aufl. 2018, ISBN 978-3-7272-7087-1.
- Rechtswissenschaft studieren im Bologna-Modell. In: Krüper (Hrsg.), Rechtswissenschaft lehren. Handbuch der juristischen Fachdidaktik, Tübingen 2022, ISBN 978-3-16-155622-7, S. 335–360
- Die juristische Ausbildung an den Universitäten der Schweiz, ZSR 2017 II, S. 7–84 (Generalreferat am Schweizerischen Juristentag 2017)